# ヘルベルト・バイヤー
ヘルベルト・バイヤー（Herbert Bayer, 1900年4月5日-1985年9月30日）は、バウハウス出身の画家、デザイナー、写真家。戦間期から戦後にかけて活躍した。英語読みでは、「ハーバート・ベイヤー」。
1900年にオーストリアで生まれ、1921年にバウハウスに入り、1925年にバウハウスの教官となる。モホイ＝ナジの影響を受けて、写真を始める。1938年には、アメリカに移住する。
グラフィックデザイナーとして活躍するとともに、写真に関しては、特に、フォトモンタージュを得意とする。構成的でありながら、同時にシュルレアリスム的な感覚も併せ持った作品を作りだす。モホイ＝ナジとともに、バウハウスを代表する写真家といえる。

## 代表作
- セルフ・ポートレイト（図版）
- 孤独なメトロポリタン（図版）
- メタモルフォシス
- 手紙の言葉（図版）

## 外部サイト
- 本人の写真
- 絵画作品図版
- デザイン作品図版
- デザイン作品図版
- デザイン作品図版